# Paenula
Paenula is een monotypisch geslacht van spinnen uit de  familie van de Sparassidae (jachtkrabspinnen).

## Soort
- Paenula paupercula Simon, 1897